# Braquidactília
La braquidactília, del grec βραχύς ('braquis' «curt») seguit de δάκτυλος ('dactilos' «dit»), és una malformació genètica que causa dits desproporcionadament curts tan a les mans com en els peus.

## Etiologia
Es coneix el gen defectuós implicat en la majoria de les braquidactilies aïllades i alguns de les síndromes. En casos aïllats de braquidactília, l'herència és majoritàriament autosòmica dominant amb expressivitat variable i penetrància completa.

## Quadre clínic
La braquidactília ocorre generalment en el primer dit (polze), podent ser del 70% en les dones. Només pot ocórrer en un dit de la mà, en general ocorre en el polze. Els diversos tipus de braquidactília aïllats són rars, a excepció dels tipus de A3 i braquidactília D.
Aquesta malaltia pot ocórrer ja sigui com una malformació aïllada o com a part d'una síndrome complex de malformació. Algunes formes d'aquesta malaltia també poden provocar baixa alçada.
La braquidactília també pot anar acompanyada d'altres malformacions com la sindactilia, polidactilia, defectes de reducció, etc.

## Diagnòstic
El diagnòstic és clínic, radiològic i antropomètric. El diagnòstic prenatal no és generalment indicat per a les formes aïllades, però pot ser apropiat en formes sindròmiques.

## Tractament
No existeix un tractament específic per a totes les formes de braquidactília. La cirurgia plàstica només s'indica si la braquidactília afecta la funció de la mà o per raons estètiques, però en general no és necessari.
La naturalesa de l'assessorament genètic depèn tan del patró d'herència del tipus de braquidactília present en la família com en la presència o absència de símptomes.